# Саката Ґінтокі
Саката Ґінтокі (яп. 坂田銀時, Саката Ґінтокі) — персонаж комедійної манґи Gintama, створеної Сораті Хідеакі, та заснованої на ній аніме-франшизи. 
Ґінтокі — головний герой твору, чиє ім'я послужило основою назви Gintama (укр. Срібна душа). Він колишній бунтівний самурай, який живе у вигаданій версії Японії 1860-х років, у яку вторглися іншопланетяни. Ґінтокі усвідомив безглуздість боротьби з загарбниками та вирішив заробляти на життя фрилансером у столиці Японії Едо разом зі своїми друзями Сімурою Сінпаті та Каґурою. 
Першим прототипом Ґінтокі був Хідзіката Тосідзо, віце-капітан військово-поліцейського загону Сінсенґумі, який діяв у Японії 1860-х років, якого Сораті на пропозицію редакторів зробив «срібноволосим» самураєм. Пізніше автор змінив концепцію, не ставши пов'язувати головного героя зі службою в будь-якій організації та переробивши дизайн персонажа. 
Ґінтокі з'являється в більшості серій аніме, а також у фільмах, відеоіграх та оригінальних відео-анімаціях, пов'язаних з франшизою. В аніме Ґінтокі озвучив Суґіта Томокадзу; в ігрових фільмах його зіграв Оґурі Сюн. Персонаж отримав переважно позитивні відгуки від різних оглядачів та видань манґи, аніме та інших ЗМІ, та став улюбленцем шанувальників Gintama, посідаючи перші місця в опитуваннях популярності.

## Історія створення

Прототипи Ґінтокі
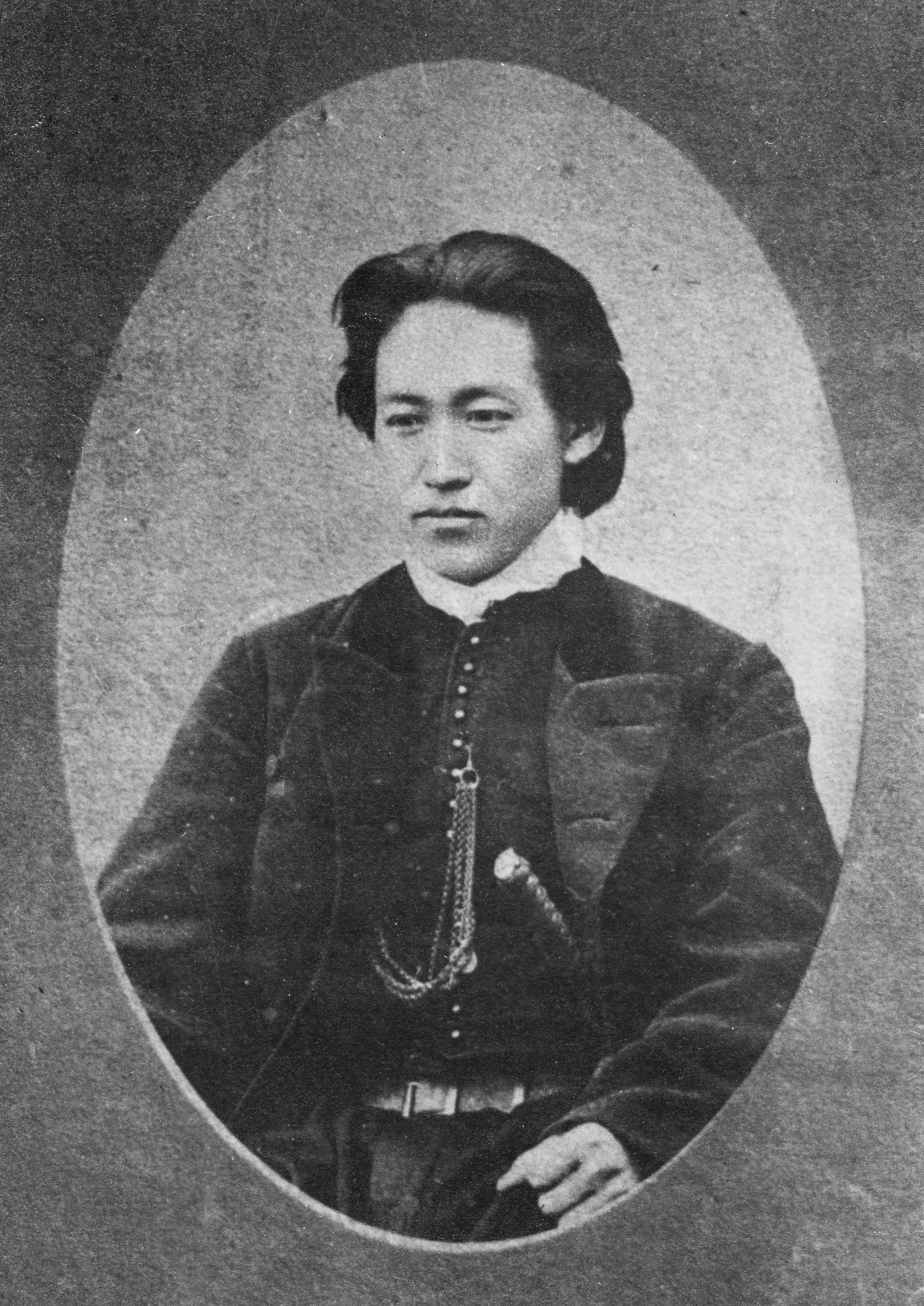
Хідзіката Тосідзо, віце-капітан військово-поліцейського підрозділу Сінсенґумі
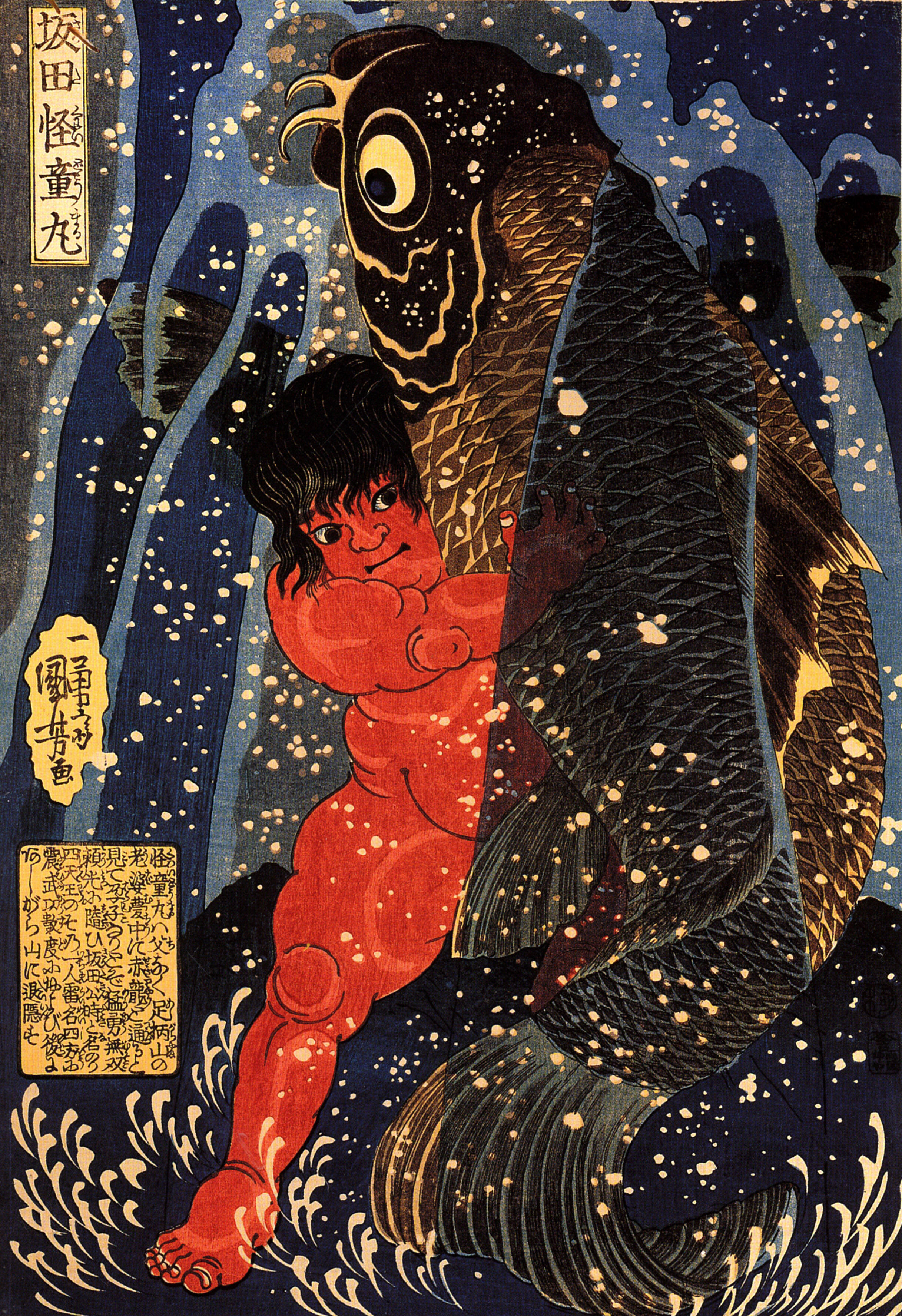
Кінтаро або «Золотий хлопчик» — японський герой фольклору, що з дитинства мав надлюдську силу.

Персонаж з'явився під час роботи Сораті Хідеакі над манґою про вигадану версію військово-поліцейського підрозділу Сінсенґумі, що діяв у 1860-х роках у Японії. Заради підвищення попиту він хотів скористатися ажіотажем навколо японської дорами Shinsengumi! з акторами-айдолами у головних ролях.  Планувалося, що версія манґаки буде максимально нереалістичною: до організації мали входити як чоловіки, так і жінки, що мають химерні риси і не мають нічого спільного з оригінальним Сінсенґуми; пізніше вони стали прототипами персонажів остаточної версії манґи. Одним із них був «срібноволосий» чоловік, прототипом якого став віце-капітан підрозділу Хідзіката Тосідзо. На створення персонажу автора надихнуло питання редактора: «Як ви думаєте, „срібний“ самурай був би крутим?» Сораті подобалася зовнішність «срібноволосого» Хідзікати і він дуже хотів зробити його головним героєм серії, попри відсутність подібності до реального прототипу.
Коли початкову концепцію Сінсенґумі було відкинуто, манґака під впливом редактора збирався відмовитися від героя, який йому так сподобався, але зрештою вирішив, що «срібноволосий» персонаж буде повністю оригінальним головним героєм, а Сінсенґумі стане комедійним доповненням. Сораті дав персонажу прізвисько «Ґін-сан», остаточно зруйнувавши початкову концепцію «срібноволосого» віце-капітана підрозділу Хідзікати, і з нуля відтворив героя, зробивши його лінивим фрілансером.  Ім'я головного героя вплинуло на рішення Хідеакі назвати мангу «Gintama» (укр. «Срібна душа»). Згідно з концепцією автора, Ґінтокі — це сильна людина, яка не належить до жодної організації та схильна ігнорувати правила. Деякі риси персонажа було запозичено із образу героя японського фольклору Сакати Кінтокі, також відомого як Кінтаро. На відміну від інших персонажів манґи, Ґінтокі не розвивається, бо в минулому деякі речі в його житті змінилися через вторгнення інопланетян Аманто, а деякі він не хоче міняти сам.
В аніме Ґінтокі озвучив японський сейю (актор озвучення) Суґіта Томокадзу. У 275 серії аніме Ґінтокі змінили стать — його жіночу версію, відому як Саката Ґінко, озвучила Томацу Харука.

## Біографія
Саката Ґінтокі — фрілансер та колишній самурай, що живе в епоху, коли інопланетяни Аманто захопили Землю, перемігши самураїв під час бойових дій, відомих як «війна Дзьої». У дитинстві Ґінтокі навчав самурай Йосіда Сьойо, а його однокласниками були Кацура Котаро і Такасуґі Сінсуке, майбутні союзники у війні Дзьої. Сьойо несправедливо звинуватили у спробі зібрати армію та заарештували, а Ґінтокі з друзями вступили у війну, щоб врятувати вчителя. Через срібне волосся та білий плащ, який він носив у бою, Саката став відомий як «Сірояся» (яп. 白夜叉, білий демон), що в купі з вражаючими здібностями фехтувальника зробило його відомим серед товаришів і вселяло страх в Аманто. Наприкінці війни Саката, Кацура і Такасуґі були захоплені організацією інопланетян Тендосьо, і щоб урятувати товаришів від страти, Ґінтокі був змушений відрубити голову вчителю у них на очах.
Після смерті вчителя Ґінтокі вирішує відкрити власний бізнес, стає «майстром на всі руки», але продовжуює жити за самурайським кодексом. Він наймає на роботу сина та учня самурая Сімуру Сінпаті та інопланетянку Каґуру, і згодом зближується з обома. У групи часто виникають проблеми зі щомісячною орендною платою домовласниці Ґінтокі Отосе, яку він поклявся захищати після того, як з'їв підношення, призначені для могили її чоловіка.

## Характеристика
Незважаючи на свій вік, Ґінтокі часто поводиться по-дитячому. Зокрема, він відчуває ненаситну пристрасть до солодкого та одержимий читанням журналу-антології манґи Weekly Shonen Jump. Попри те, що Ґінтокі добре володіє мечем, більшу частину часу він поводиться миролюбно, намагаючись уникнути непотрібного кровопролиття через травму, отриману від втрати більшості друзів і союзників під час війни Дзьої. При цьому він має садистські нахили, аналогічні командирові 1-го загону із Сінсенґумі Соґо Окіти, з яким він товаришує; Соґо також прихильний до Ґінтокі, звертається до екс-самурая як до «боса». Герой жорстоко ставиться до Кацури, Сарутобі та Хідзікаті, та схильний «кидати» інших персонажів у небезпечних ситуаціях, отримуючи від цього задоволення. З іншого боку, Ґінтокі шанобливо ставиться до пам'яті свого вчителя Йосіди Сьойо, який відкрив школу для бідних дітей, в якій Ґінтокі був першим учнем. Він закоханий у журналістку та провідну прогнозу погоди Кецуно Ану.

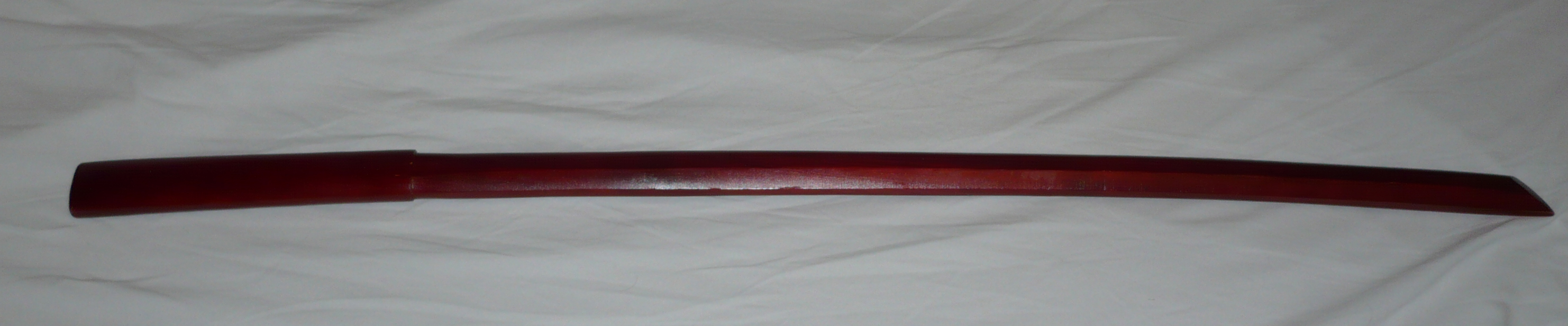
Дерев'яний меч бокуто

Як член Чотирьох Небесних Королів, лідерів повстанців часів війни Дзьої, Ґінтокі є надзвичайно сильним фехтувальником. Протягом усієї манґи він демонструє величезну майстерність у японському мистецтві володіння мечем кендзюцу. Він здатний битися на рівних з Уцуро, злою особистістю свого вчителя, якого Ґінтокі так і не зміг перемогти в бою, або іншими Аманто, що вважаються найсильнішими у своєму роді. Стиль фехтування Ґінтокі досить жорсткий. Його дерев'яний меч бокуто має назву «Хосікудаки» (яп. 星砕, «Зоряний руйнівник»), а у разі його поломки Ґінтокі купує новий через телевізійну програму (однак, за всю манґу таке трапилося лише один раз). За допомогою дерев'яного меча він здатний різати, розбивати, відхиляти і навіть знищувати набагато міцніші предмети, такі як металева гармата, або відхиляти променевий меч без помітних ушкоджень. У жорстокіших битвах Ґінтокі використовує справжні мечі, такі як катана. Хоча Ґінтокі легко здатний перемогти могутніх воїнів Аманто та інших самураїв, він без вагань використовує хитрощі та маніпуляції, якщо це гарантує швидку та легку перемогу.

## В інших творах
Ґінтокі виступає головним героєм додаткових історій спіноф-аніме 3-Z Ginpachi-Sensei, де він — вчитель середньої школи, а інші персонажі — його обділені розумом учні. Ґінтокі також з'являється в двох OVA-серіях, у першій з яких він бере участь у кількох побічних історіях, а в другій — у війні проти прибульців. 
Ґінтокі — головний герой трьох аніме-фільмів. У першому, Gintama: The Movie, що є переказом арки Бенідзакури з аніме, Ґінтокі вирушає на пошуки свого друга Кацури Котаро, а також таємничого меча «Бенідзакура». За сюжетом другого фільму, Gintama: The Movie: The Final Chapter: Be Forever Yorozuya, Ґінтокі вирушає в майбутнє, де Едо був зруйнований, а він повинен зупинити загрозу, що занапастила місто. Третій, Gintama: The Final, є прямим продовженням аніме. В ігрових фільмах роль екс-самурая виконав Оґурі Сюн.
Ґінтокі також з'являвся у відеоіграх, заснованих на Gintama. Він є грабельним бійцем у файтингах Jump Super Stars і Jump Ultimate Stars, в яких зібрані персонажі манґи з журналу Weekly Shonen Jump, обидва рази разом з Каґурою. Він також з'являється як персонаж, якого можна вибрати для гри в J-Stars Victory Vs і The King of Fighters All Star. Костюм Ґінтокі використовується у відеогрі God Eater 2 як альтернативний скін (вигляд персонажа).

## Сприйняття

### Популярність
Згідно з опитуванням журналу Weekly Shonen Jump, Ґінтокі є найпопулярнішим персонажем манґи. Його зображення використовується в різних товарах, пов'язаних із франшизою, таких як фігурки, брелоки або плюшеві іграшки. У японському журналі Newtype Ґінтокі фігурував у першій десятці найкращих чоловічих персонажів, посідаючи 7-8 місця. В одному з опитувань Newtype, проведеному в березні 2010 року, Ґінтокі був визнаний восьмим за популярністю чоловічим персонажем аніме 2000-х років. Опитування Anime Grand Prix підтвердили цей статус Ґінтокі. Також герой отримав нагороду Anime Grand Prix у категорії «Найкращий чоловічий персонаж» 2009 року. Японський музичний дистриб'ютор Recochoku провів два щорічні опитування на тему «Персонаж, якого я хочу бачити своїм нареченим». Ґінтокі зайняв друге, а потім перше місце в цій категорії. Опитування від Niconico та «ranking.goo.ne.jp» (популярні японські сайти опитувань) продемонстрували, що фанатки проголосували за Ґінтокі як за другого за привабливістю чоловічого персонажа в цілому та за сьомого з Weekly Shonen Jump в аніме відповідно. Музиканти Айк і Момікен з японської рок-групи SPYAIR зазначили, що Ґінтокі був їх улюбленим персонажем аніме, оскільки вони обидва вважали його крутим.

### Критика
Під час аніме 2016 року Gintama° Ґінтокі пародіював японського політика Нономуру Рютаро, який став героєм інтернет-мема, ридаючи у відповідь на звинувачення на нецільове використання бюджетних коштів. Хоча це не мало негативних наслідків, співробітники видавництва манґи Shueisha зізналися, що мали певні побоювання. 
У сезоні аніме 2017 року автор спародіював японське еротичне шоу Gilgamesh Night, тому що аніме стали показувати пізно вночі, в той же час, коли показували шоу.
Ґінтокі отримав переважно позитивні відгуки від різних оглядачів та видань манґи, аніме та інших засобів масової інформації. При читанні п'ятого тому манґи Карло Сантос із Anime News Network зауважив, що Ґінтокі є одним із найбільш комедійних персонажів у серії, відзначивши його манеру мови та поведінку. Описуючи серії, де Ґінтокі страждає на амнезію, Сантос заявив, що інша особистість героя в такому стані робить його «рішуче не смішним». 
Майкл Аронсон з Manga Life розкритикував вираз обличчя Ґінтокі у перших томах манґи, заявивши, що він не відображає його емоції у діалогах. Він також зазначив, що автору особливо вдаються сцени з роботою Ґінтокі, але деякі бої з іншими персонажами зовсім не сприяють успіху манґи. 
Під час огляду першого фільму Кріс Гомер із The Fandom Post заявив, що Ґінтокі — «типовий сьонен-герой, трохи тупий, але з добрим серцем і здатний отримати доступ до сили, коли йому потрібно захистити своїх друзів», та додав, що Каґура привабливіша для читачів. Інші негативні коментарі стосувалися боїв, таких як протистояння Хідзікати та Ґінтокі. 
Сценарист Anime News Network Емі Макналті відчувала змішані почуття від роботи англійського актора озвучування Майкла Дейнджерфілда, оскільки голоси Ґінтокі, Хідзікати та Кацури вийшли дещо схожими. Проте інший рецензент Anime News Network Майк Тул визнав роботу Дейнджерфілда настільки ж гарною, як і роботу японця Суґіти Томокадзу.

## Галерея

Косплей Ґінтокі
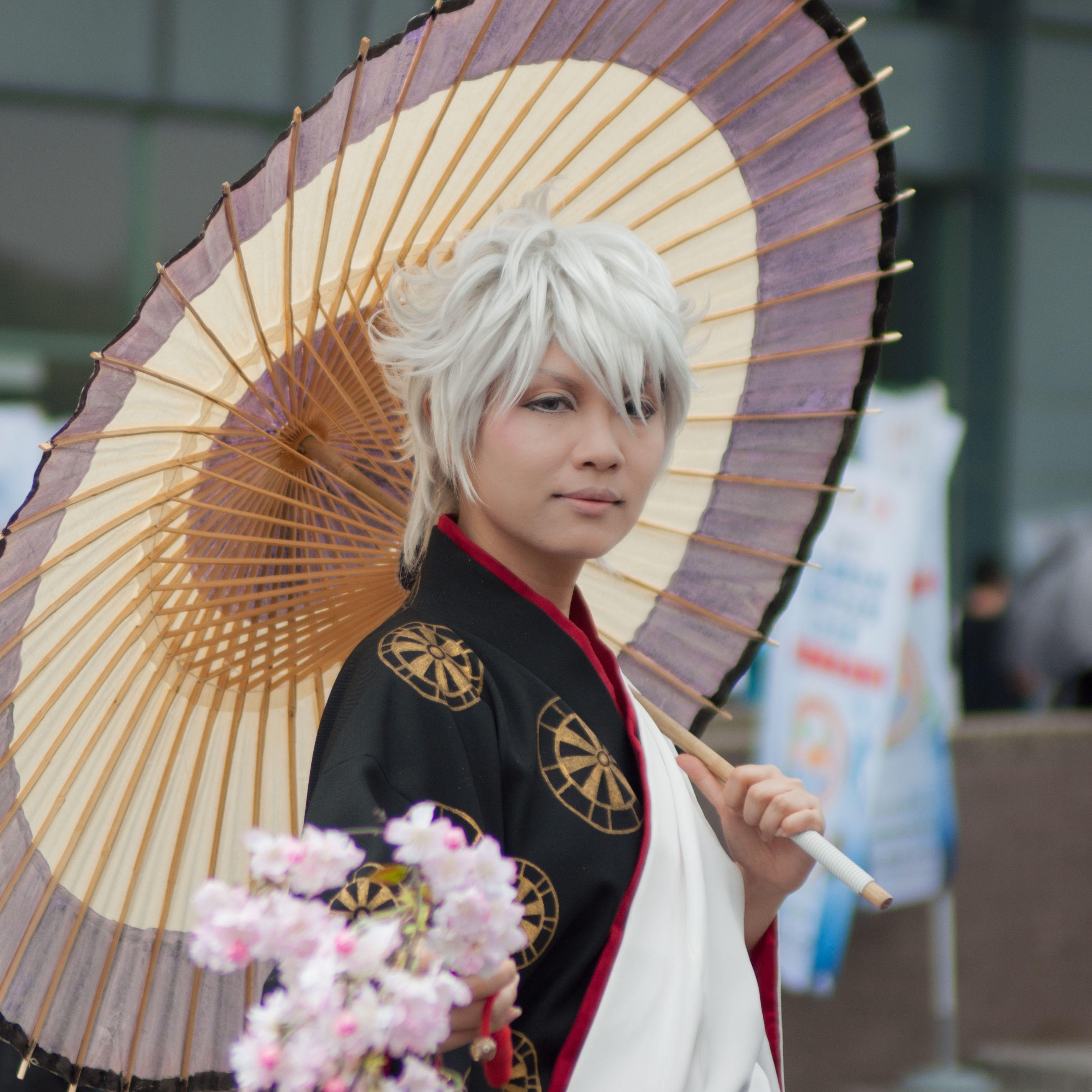
Ґінтокі Саката
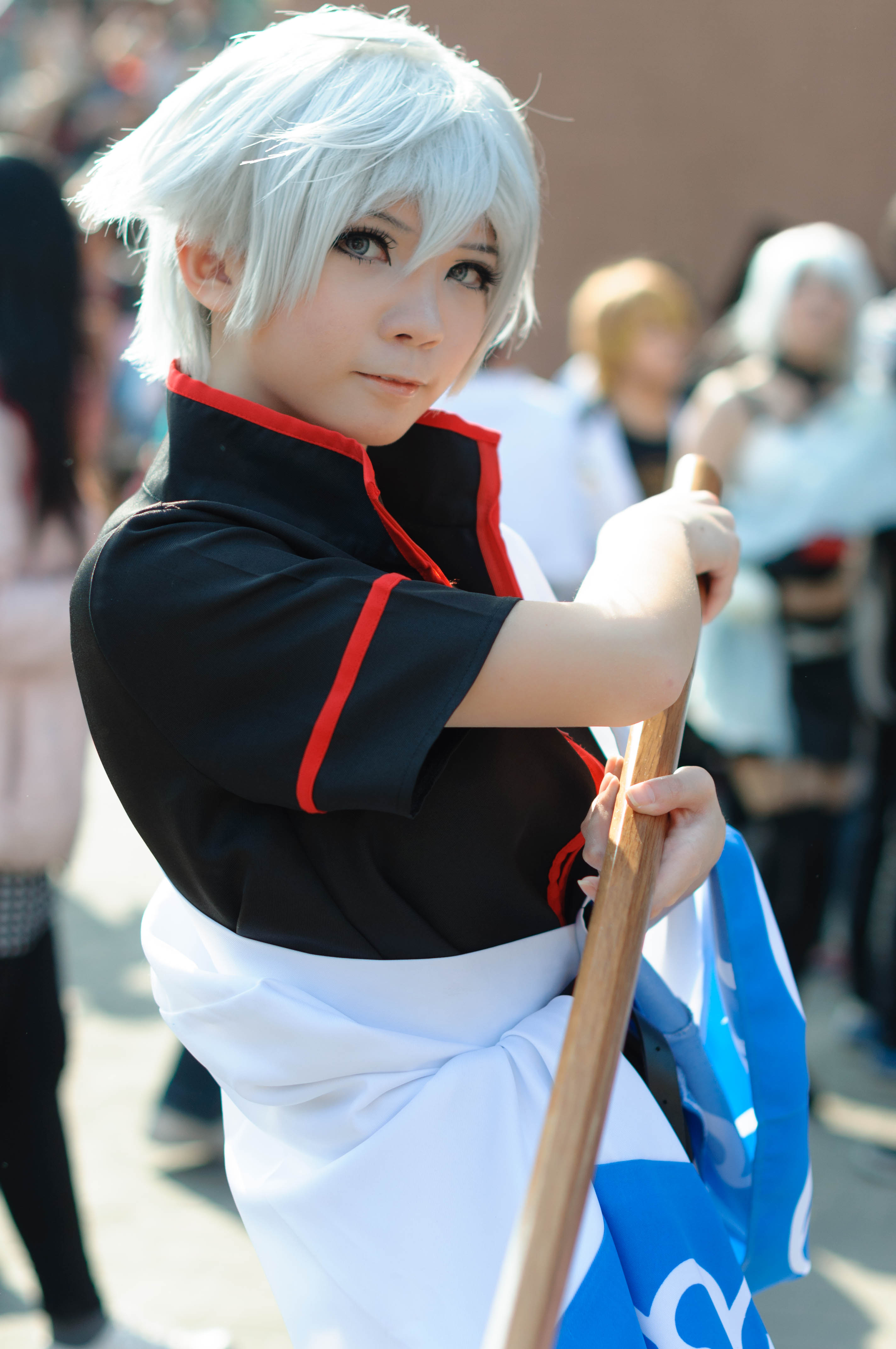
Ґінко — жіноча версія Ґінтокі
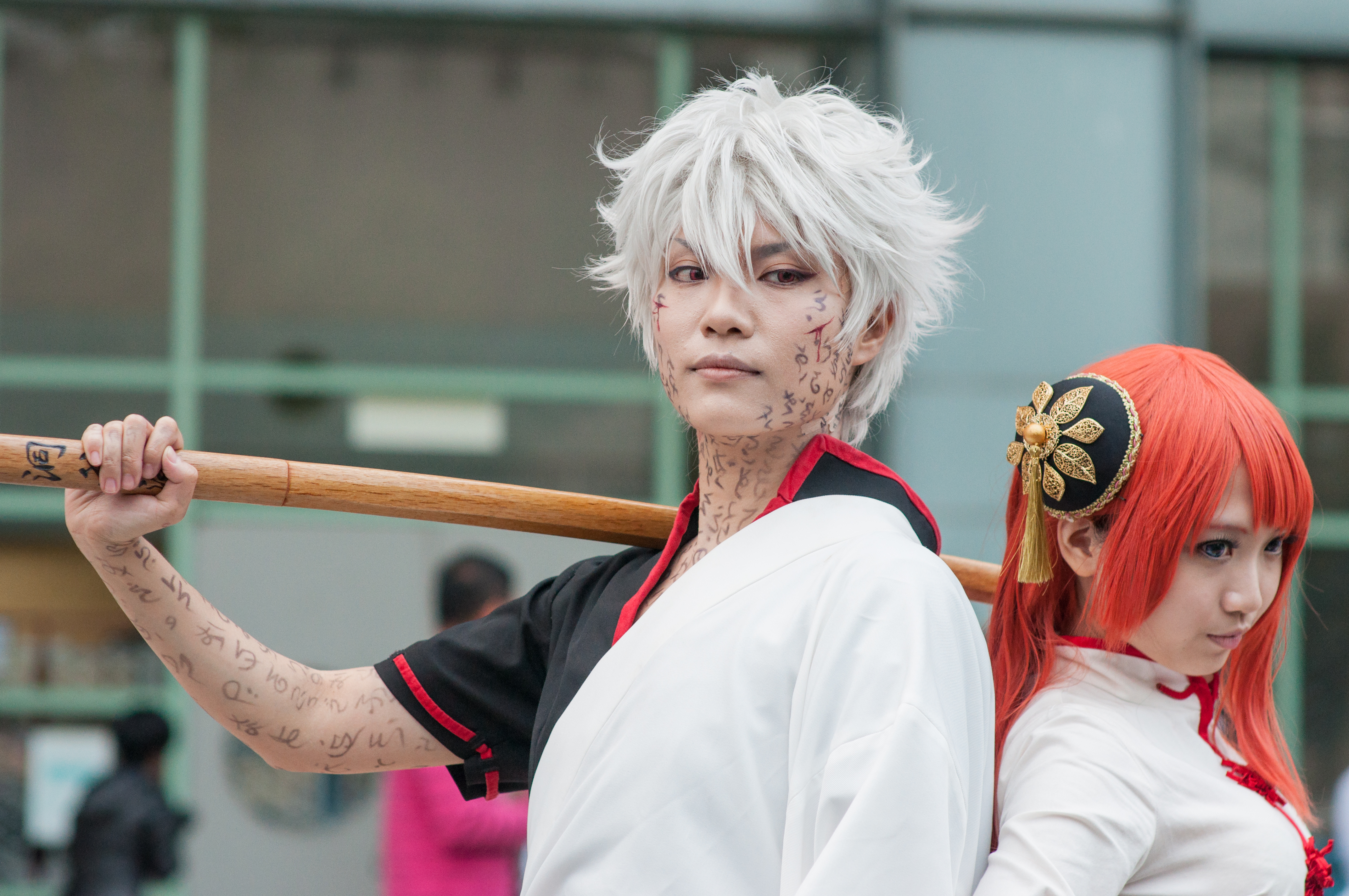
Ґінтокі Саката та Кагура
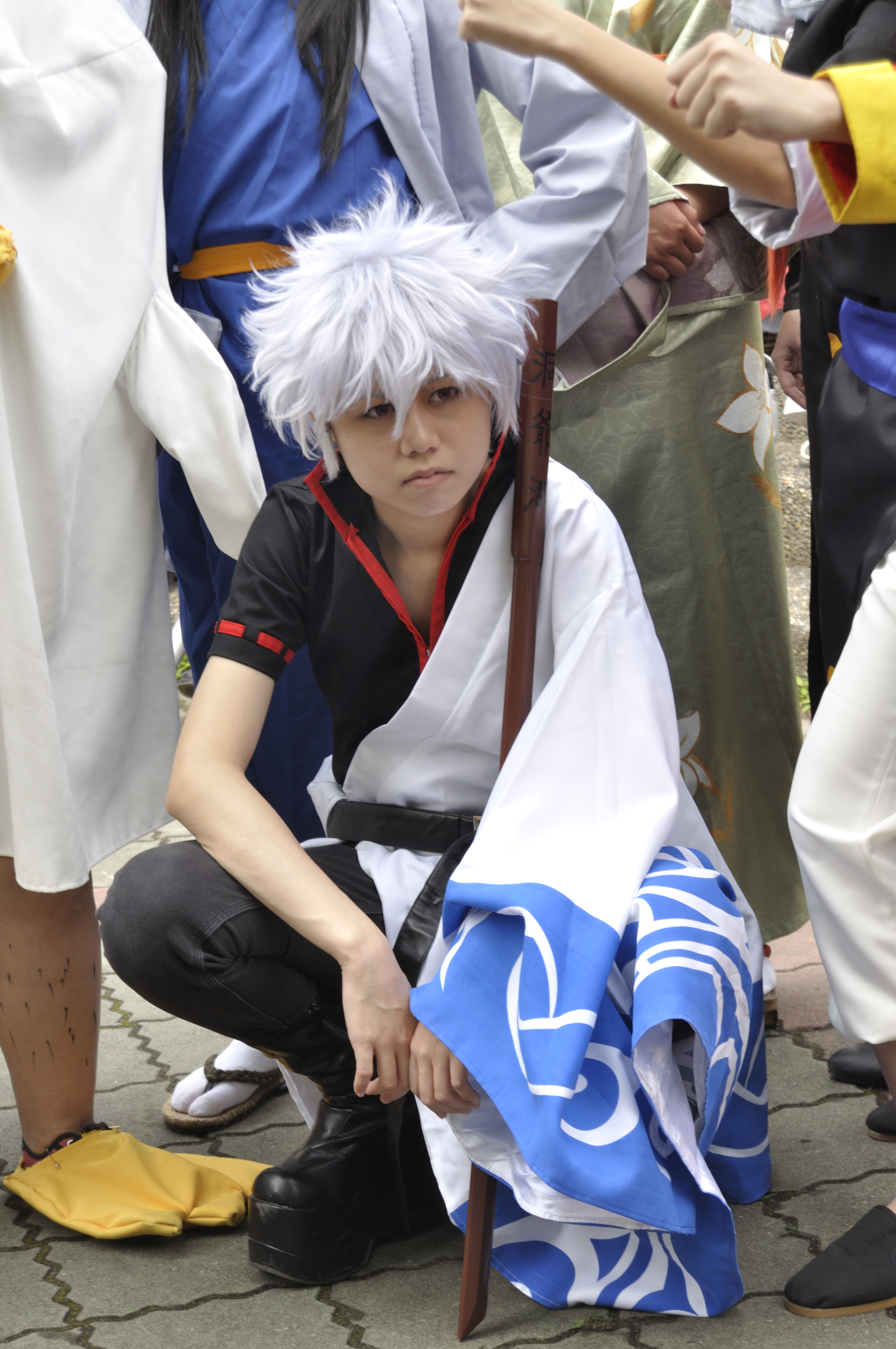
Ґінтокі Саката
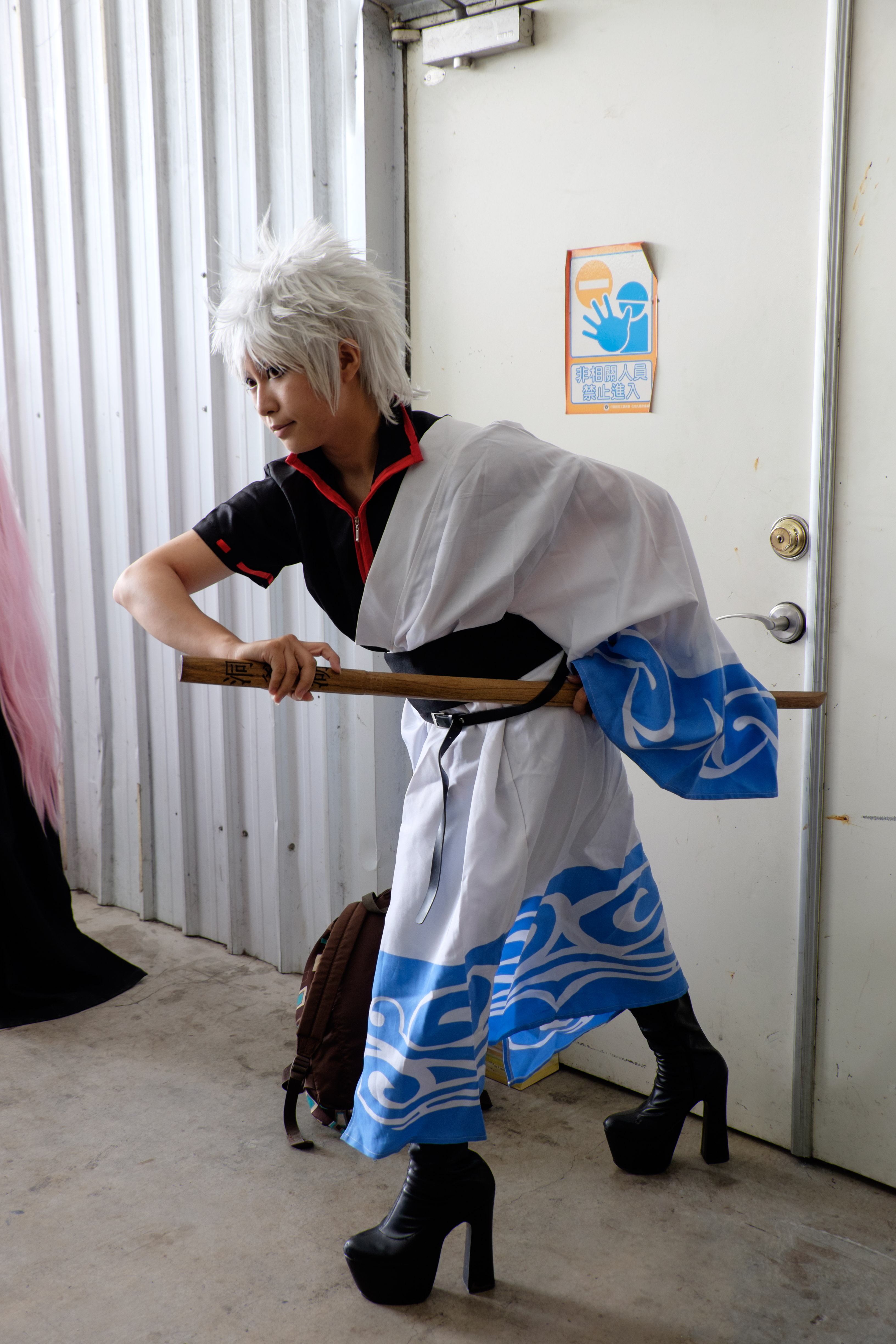
Ґінтокі з дерев'яним мечем

## Нотатки
1. ↑  Пізніше, в творі декілька разів з'являвся персонаж на ім'я Саката Кінтокі — андроїд, створений як повна протилежність Ґінтокі (дружелюбний та крутий ззовні, але жорстокий та егоїстичний всередині)[6].